# (35127) 1992 EQ26
1992 EQ26 (asteroide 35127) é um asteroide da cintura principal. Possui uma excentricidade de 0.07712170 e uma inclinação de 3.21395º.
Este asteroide foi descoberto no dia 2 de março de 1992 por UESAC em La Silla.